# تسوكويومي
تسوكويومي (باليابانية: ツクヨミ) هو إله القمر في الشنتو والأساطير اليابانية.
تسوكويومي كان أحد الآلهة الثلاثة الذين ولدوا لإزاناغي، حيث تقول الأساطير اليابانية أن تسوكويومي هو أخ أماتيراسو إله الشمس وسوسانو إله البحر والعواصف. هؤلاء الثلاثة نزلوا على شكل قطرات من إزاناغي عندما غسل وجهه غاسلًا نجاسة يومي (العالم السفلي). حيث ولد أماتيراسو عندما غسل إزاناغي عينه اليسرى، وتسوكويومي ولد عندما غسل عينه اليمنى، وسوسانو عندما غسل أنفه.
تقول الأسطورة أن تسوكويومي صعد إلى السماء (تاكاماغاهارا) مع أخته أماتيراسو آلهة الشمس.
تقول الأسطورة أن أماتيراسو أرسلت تسوكويومي لحضور مأدبة أعدتها أوكه موتشي، إلا أنه عندما علم أن الأسماك قد خرجت من بصاق أوكه موتشي وأن الطرائد خرج من شرجها أصابه القرف وقتل أوكه موتشي. عندها غضببت أماتيراسو ورفضت أن تنظر في وجه تسوكويومي ثانية، ومن ذلك الحين فإن الليل والنهار يتعاقبان دون أن يكونا في وقت واحد.